# Delta II
Delta II byla americká nosná raketa, vyvinutá společností McDonnell Douglas na počátku 90. let. Výrobu později převzala firma Boeing a po ní United Launch Alliance. Delta II patřila do rodiny raket Delta a její vývoj byl zprvu pozastaven kvůli projektu Space Shuttle. Po havárii raketoplánu Challenger byl projekt obnoven, hlavně kvůli budování systému GPS. Delta II má na kontě 154 úspěšných startů a podílela se na několika misích k Marsu. Počet stupňů a pomocných raket se liší podle profilu mise a požadované hmotnosti, nejsilnější varianta Delta II 7925 Heavy je schopna vynést na nízkou oběžnou dráhu až 6100 kg a na geostacionární oběžnou dráhu až 2170 kg. První stupeň je poháněn jedním motorem Rocketdyne RS-27A o tahu 1,05 MN a druhý stupeň měl jeden motor Aerojet AJ-10.

## Historie

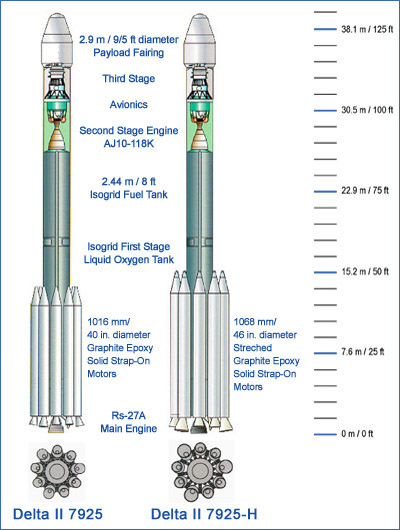
Porovnání Delta II 7925 a Delta II 7925 Heavy

Delta II navazuje na rodinu raket Delta používanou od 60. let. Vývoj začal po nehodě raketoplánu Challanger, kdy NASA postrádala vhodný nosný systém pro dopravu středních nákladů na nízkou a geostacionární oběžnou dráhu. Původně byla navržena pro dopravu satelitů systému GPS. Podílela se na více než 150 misích, z toho na několika misích k Marsu:
- Mars Global Surveyor 1996
- Mars Pathfinder 1996
- Mars Climate Orbiter 1998
- Mars Polar Lander 1999
- Mars Odyssey 2001
- Mars Exploration Rover 2003
- Mars Phoenix 2007

Zpočátku byla vyráběna společností McDonnell Douglas, později výrobu převzala firma Boeing. Po roce 2006 byla výroba a montáž prováděna společností United Launch Alliance, která vznikla jako joint venture firem Boeing a Lockheed Martin.

## Technický popis
Koncepce rakety Delta II umožňovala variabilní sestavení nosného systému, aby nejlépe odpovídal účelu mise. Mohla být dvoustupňová nebo třístupňová, počet a typ pomocných motorů se volil podle nákladu a cílové oběžné dráhy. Pro geostacionární přechodovou dráhu se většinou používalo třístupňové provedení, pro těžší náklady se využívala varianta Heavy, s výkonnějšími pomocnými motory.

### Popis stupňů
- Stupeň 0 sestává z pomocných raketových motorů na tuhé pohonné látky GEM 40, každý s tahem 478 kN nebo GEM 46 s tahem 628 kN. Počet motorů bývá pro střední náklady 9, některé varianty mají 3 nebo 4.

- Stupeň 1 se nazývá Delta-Thor XTL, jedná se o značně vylepšený a prodloužený první stupeň rakety Thor. Je vybaven jedním motorem RS-27, pozdější verze používají vylepšenou variantu RS-27A a RS-27C.

- Stupeň 2 je Delta K, převzatý z programu Vanguard, je však výrazně modifikován. Vybaven je motorem AJ10-118K o tahu 43 kN. Pohonné látky, N2O4 a Aerozin-50, jsou hypergolické, tzn. při vzájemném kontaktu samovolně vzplanou, to umožňuje vypnutí a restartování motoru. Ve druhém stupni je umístěn „mozek“ rakety, jedná se o naváděcí a inerciální navigační systém.

- Stupeň 3 lze použít dle potřeby, nazývá se Thiokol STAR-37FM a jedná se o pokročilou variantu stupně Burner, používaného v programu Thor-Burner. Motor spaluje tuhé pohonné látky a jeho tah dosahuje 47,9 kN. Třetí stupeň postrádá jakýkoli systém navádění, je tedy závislý na navigačním systému druhého stupně. Stabilizace letu probíhá pomocí rotace.

- Aerodynamický přední kryt je tenká skořepina vyrobená z plechu nebo kompozitních materiálů. Má za úkol chránit náklad při vzletu.

### Systém značení
- První číslo značí typ prvního stupně a pomocných motorů. Dnes se používá 7, to znamená první stupeň Delta-Thor XTL a pomocné motory GEM 40 nebo GEM 46. Starší varianta Delta 6000 používala Delta-Thor ETL a pomocné motory Castor 4A.
- Druhé číslo udává počet pomocných motorů, obvykle 9, někdy 3 a 4
- Třetí číslo je vždy 2 a znamená Aerojet AJ10, motor druhého stupně. Starší série Delta 6000 používala motor TR-201.
- Čtvrté číslo znamená je 0 nebo 5, značí třetí stupeň.
- Varianta Heavy se značí „H“ a používá se pro silnější motory GEM 46.

### Příprava ke startu
Sestavení probíhalo ve vertikální poloze, nejdříve byl na odpalovací rampu vyzvednut první stupeň. K prvnímu stupni byly poté připevněny pomocné motory a nasazen druhý a třetí stupeň. Tankování paliva do prvního stupně trvalo přibližně 20 minut. Palivo a okysličovadlo pro druhý stupeň je vysoce korozivní a vyžadovalo zvýšenou opatrnost.

## Starty
Delta II startovala celkem 156krát, z toho 154krát úspěšně. 19. září 2007 vykonala 75. úspěšný start v řadě, což je rekord moderních nosných raket. V době vyřazení byla nejspolehlivější nosnou raketou.

### Selhání
První selhání 5. srpna 1995 bylo jen částečné, Delta série 7000 vynesla jihokorejskou komunikační družici Koreasat-1 na příliš nízkou oběžnou dráhu. Problém byl pravděpodobně způsoben přehřátím systému pro odpojování pomocných motorů, ty se oddělily předčasně a raketa nedosáhla požadované výšky. Družice pro korekci oběžné dráhy využila vlastní pohonný systém, životnost se tak snížila na 4,5 roku.
Druhé selhání bylo totální. 17. ledna 1997 měla raketa Delta II 7925 vynést satelit systému GPS Block II, 13 sekund po startu došlo k explozi a raketa byla kompletně zničena. Odpalovací rampa nebyla vážněji poškozena a nikdo nebyl zraněn, déšť trosek však zničil několik aut.

### Mise
Kromě budování systému GPS, misí na Mars a komerčních letů, se Delta II účastnila mnoha vědeckých projektů. Některé z nich:
- Wide-field Infrared Survey Explorer – 14. prosince 2009
- Kepler – 7. března 2009
- NOAA-N Prime – 6. února 2009, satelit Národního úřadu pro oceán a atmosféru, na polární oběžné dráze[1]
- Dawn – 2007
- sondy STEREO – 2006
- Deep Impact – 2005
- MESSENGER – 2004
- Spitzerův vesmírný dalekohled – 2003
- Deep Space 1 – 1998
- ROSAT – 1990